# بهزاد رضوی
بهزاد رضوی استاد دانشگاه ایرانی-آمریکایی مهندسی برق دانشگاه یو سی ال ای و فارغ‌التحصیل دانشگاه صنعتی شریف و دانشگاه استنفورد است. او نویسنده کتاب‌های مرجعی در زمینهٔ میکروالکترونیک مدارات RF است که در بسیاری از دانشگاه‌های جهان تدریس می‌شوند. وی همچنین مدیر آزمایشگاه مدارهای مخابراتی دانشگاه یو سی ال ای است.
او در سال ۲۰۱۲ برنده جایزه دانلد او پدرسن آی تریپل ای در حالت جامد شد.

### حرفه
بهزاد رضوی لیسانس مهندسی برق خود را در سال ۱۹۸۵ از دانشگاه صنعتی شریف و فوق لیسانس و دکترای خود را به‌ترتیب در سال‌های ۱۹۸۸ و ۱۹۹۲ از دانشگاه استنفورد دریافت کرد. وی تا سال ۱۹۹۶ در آزمایشگاه‌های بل AT&T و سپس در آزمایشگاه‌های هیولت-پکارد (HP) مشغول به کار بود.

## تألیفات
- Principles of Data Conversion System Design, IEEE Press, 1995
- Monolithic Phase-Locked Loops and Clock Recovery Circuits, IEEE Press, 1996
- 'RF Microelectronics, Prentice Hall, (1998) (translated into Chinese and Japanese
- Design of Analog CMOS Integrated Circuits, McGraw-Hill, (2001) (translated to Chinese, Persian and Japanese
- Design of Integrated Circuits for Optical Communications, McGraw-Hill, 2003
- Phase-Locking in High-Performance Systems, IEEE Press, 2003
- Fundamentals of Microelectronics, Wiley, 2006

## لینک‌های جانبی
- بهزاد رضوی در آزمایشگاه مدارهای مخابراتی یو سی ال ای
- <in>metadata&ResultCount=25&maxdoc=100&coll1=ieeejrns&coll2=ieejrns&coll3=ieeecnfs&coll4=ieecnfs&coll5=ieeestds&coll6=preprint&coll7=books&SortField=Score&SortOrder=desc&history=no&chkresult=false&isonlybook=no&page=3&ResultStart=۷۵[پیوند مرده] نشریات در IEEE

1. ↑  http://www.ieee.org/documents/pederson_rl.pdf
2. ↑  تحلیل و طراحی مدارهای مجتمع CMOS آنالوگ.